# دورنوم
دورنوم (به آلمانی: Dornum) یک شهر در آلمان است که در آوریش واقع شده‌است. دورنوم ۴٬۸۰۷ نفر جمعیت دارد.